# Kirby Minter
Pour les articles homonymes, voir Minter.
Kirby Minter (né le 23 novembre 1929, à Marietta, dans l'Oklahoma - décédé le 11 août 2009 à Oklahoma City, dans l'Oklahoma) était un joueur américain de basket-ball. 
Il jouait au poste d'ailier en NCAA à Southeastern Oklahoma State University et mesurait 1,98 m.
Minter était membre de l'équipe de Peoria Caterpillars en AAU, composé d'employés de Caterpillar, il est sélectionné dans l'équipe des États-Unis au championnat du monde 1954, devenant champion du monde. Il est nommé MVP de la compétition. Kirby Minter inscrit 100 points pour une moyenne de 11,1 points par match durant le tournoi.